# Torrecilla del Pinar
Torrecilla del Pinar er en by og kommune i det centrale Spanien i provinsen Segovia. Den har et indbyggertal på 179 (2024) indbyggere.